# КЕК (футбольний клуб)
Футбольний клуб «КЕК-ю» або просто ФК «КЕК» (алб. Klubi Futbollistik KEK-u Kastrioti; KF KEK) — професіональний косовський футбольний клуб з міста Кастріоті.

## Історія
КФ «Обилич» було засновано в 1928 році в місті Обилич (Кастріоті). З початку свого існування виступав у нижчих лігах чемпіонату Югославії. Мав назви КФ РХМК Косово Обилич, КФ Електропривреда Обилич та КФ КЕК-ю Обилич. В сезоні 2002/03 років посів перше місце в Групі А другої ліги чемпіонату Косова та здобув путівку до Першої ліги Косова, яка пізніше змінила назву на Суперлігу. В 2003 році клуб виграв Кубок та Суперкубок В сезоні 2007/08 років посів останнє місце та вилетів до першої ліги. Але в наступному сезоні посів друге місце та повернувся до вищого дивізіону. В сезоні 2011/12 років зайняв передостаннє місце та повернувся до першої ліги.

## Досягнення
- Райфайзен Суперліга Косово
  -  Бронзовий призер (1): 2009/10

- Ліга е Паре
  -  Чемпіон (1): 2002/03 (Група А)
  -  Срібний призер (1): 2008/09

- Кубок Косова
  -  Володар (1): 2003
  -  Фіналіст (1): 2005

- Суперкубок Косова
  -  Володар (1): 2003